# Eumantispa fuscata
Eumantispa fuscata är en insektsart som beskrevs av Navás 1914. Eumantispa fuscata ingår i släktet Eumantispa och familjen fångsländor. Inga underarter finns listade i Catalogue of Life.